# Ett bälte, en väg

Kina i rött, medlemmar av Asian Infrastructure Investment Bank i orange, och transportkorridorer.

Ett bälte, en väg, även kallat Nya Sidenvägen, (kinesiska: 一带一路; pinyin: Yīdài yīlù) är ett kinesiskt infrastrukturprojekt och ett ekonomiskt utvecklingsprojekt. Med "bälte" avses Kinas plan att bygga omfattande handelsvägar över hela Eurasien i form av höghastighetståg och motorvägar. Med "väg" avses planer för nya sjövägar över Norra ishavet och Indiska oceanen med infrastruktursatsningar och varv i länder som Myanmar, Sri Lanka och Pakistan. Projektet har projicerats att vid 2040 öka världens totala BNP med 7,1 biljoner dollar per år.
Supportrar lovordar projektet för dess potential att öka global BNP, särskilt i utvecklingsländer. Men projektet har också fått kritik på grund av kränkningar av mänskliga rättigheter och projektets miljöpåverkan, såväl som oro för att fattiga länder ska fastna i skuld till Kina och att det ska leda till nykolonialism och ekonomisk imperialism. Dessa olika perspektiv är föremål för aktiv debatt.

## Historik

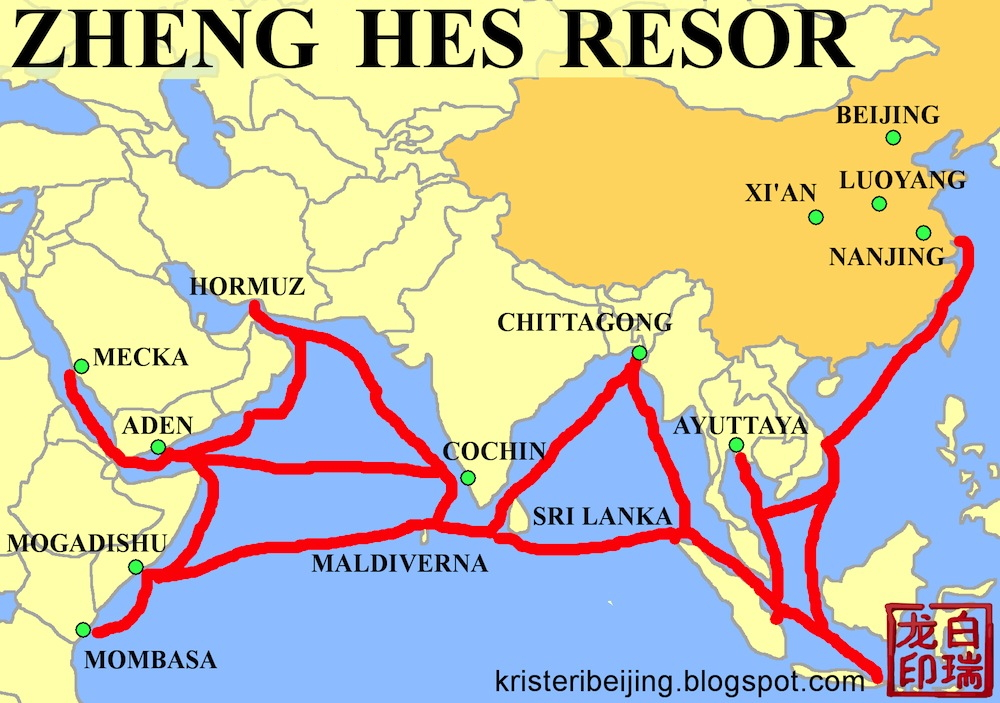
Översikt över de resor som Zheng He gjorde.

Under Handynastin började Kina expandera mot väster. Efter flera fälttåg fick Kina kontroll över Hexikorridoren år 119 f.Kr. Därmed kunde Sidenvägen norr om Tibet öppnas och handel bedrivas med västerlandet. Handelsvägens  guldålder inföll under Tangdynastin och började avta när Marco Polo reste från republiken Venedig till Xanadu (nära nuvarande Peking).
Under Mingdynastin genomförde kejsarens amiral Zheng He storskaliga marina expeditioner för att bedriva handel med Indien, Arabien och Afrika. Denna handel upphörde dock med kejsar Yongles död 1424 och Kina blev mer isolationistiskt.
På 1800-talet krävde Storbritannien och Frankrike att Kina och Japan öppnade sina länder för handel med västmakterna. Det ledde till opiumkrigen som slutade 1860 med de ojämlika fördragen som påtvingades Kina.

## Bakgrund
År 2013 kungjorde Kinas president Xi Jinping projektet "Ett bälte, en väg". Premiärminister Li Keqiang reste runt i Asien och Europa och förklarade projektet, som fick mycket uppmärksamhet i massmedia. Detta har lett till ett samarbete mellan Kina och östra Europa med länderna Bulgarien, Estland, Kroatien, Lettland, Litauen, Polen, Rumänien, Slovenien, Slovakien, Tjeckien och Ungern. Årliga konferenser har hållits med deltagare från dessa länder, 2018 i Sofia. och 2019 i Peking.
I januari 2015 undertecknades en viljeförklaring mellan Kina och Afrikanska unionen om infrastruktursatsningar på järnvägar, motorvägar och flygplatser. Hösten samma år hölls en konferens vid Durban University of Technology i Sydafrika med Kina och projektet BRI.
I Asien har Ryssland, Kazakstan, Pakistan, Thailand och Indonesien engagerat sig i projektet. Samarbetet gäller framför allt bilindustri, järn- och stålproduktion, informationsteknik, järnvägar och motorvägar.

## Nya sidenvägar
De nya ekonomiska vägarna sträcker sig genom flera korridorer som ska utvecklas steg för steg:
- Kina – Bangladesh –  Indien – Myanmar
- Kina – Vietnam – Laos – Kambodja – Thailand
- Kina – Mongoliet – Ryssland
- Kina – Pakistan
- Kina – Centralasien
- Kina – Europa

### Nya medlemmar i Europa
- mars 2019 – Italien[10]
- april 2019 – Schweiz[11]
- april 2019 – Grekland[12]

### Järnvägar (exempel)
Från Kunming i södra Kina byggs en järnväg (2018) genom Vientiane i Laos till Bangkok i Thailand.
I september 2018 avgick den första tågtransporten från Insjön i Dalarna för att ansluta till den reguljära järnvägslinjen från Hamburg till Ganzhou i Kina.

### Motorväg
I juli 2019 godkändes byggandet av en 2000 kilometer motorväg från kinesiska gränsen genom Kazakhstan till Ryssland och Europa.

## Maritima sidenvägar

Nordostpassagen blå linje

Söder om Kina sträcker sig 2000-talets Maritima sjöväg. Omfattande infrastrukturåtgärder planeras eller pågår för att ansluta Kina och hela Sydostasien till sjöss med Mellanöstern, Östafrika och Europa.

### Sjöväg i söder
Den marina sidenvägen sträcker sig från den kinesiska kusten söderut via Hanoi till Singapore genom Malackasundet via Colombo, Sri Lanka till Mombasa, Kenya genom Röda havet till Medelhavet. Viktiga hamnar är Haifa, Istanbul och Trieste varifrån det finns tågförbindelse till centrala Europa och Nordsjön.

### Sjöväg i norr
Kina har ökat sin närvaro i Norra ishavet norr om Ryssland och öppnade ett nytt polarforskningsinstitut på Svalbard 2004. Sjötrafik genom Nordostpassagen skulle förkorta sjövägen mellan Kina och Europa väsentligt.

## Ekonomi
Projektet är redan beräknat som ett av de största infrastruktur- och investeringsprojekten i världshistorien, baserat på samarbete mellan 68 länder, bestående av 65% av världens befolkning och 40% av världsomspännande BNP (2017).

## Kritik
Belt and Road Initiative (BRI) är en historisk transformation på många sätt. Sakta men säkert utvecklas världen mot en ekonomiskt sammankopplad grupp av starka eurasiska landmakter, från Shanghai till Ruhr-dalen. Denna förändring drar fördel av Tysklands och Kinas enorma tekniska kunskap tillsammans med Rysslands stora naturrikedomar. Under 2020-talet kan detta block överträffa det nuvarande atlantblocket.
EU:s ambassadörer i Peking fördömer initiativet som ett hot mot frihandel. De menar att Kina utnyttjar sin ekonomiska kraft för att lura fattiga länder in i skuldbördan, trots lägre räntan.. Sri Lanka har protesterat, och har gjort jämförelser mellan Kina och dess tidigare kolonisatörer. Juridiska och kinesiska företag har etablerat sig i Kinas utrikeshandelshamnar och flera exempel på bestickning och korruption har påvisats. Andra ser däremot den kinesiska invandringen som en möjlighet och inte ett hot.